# Swissgenetics

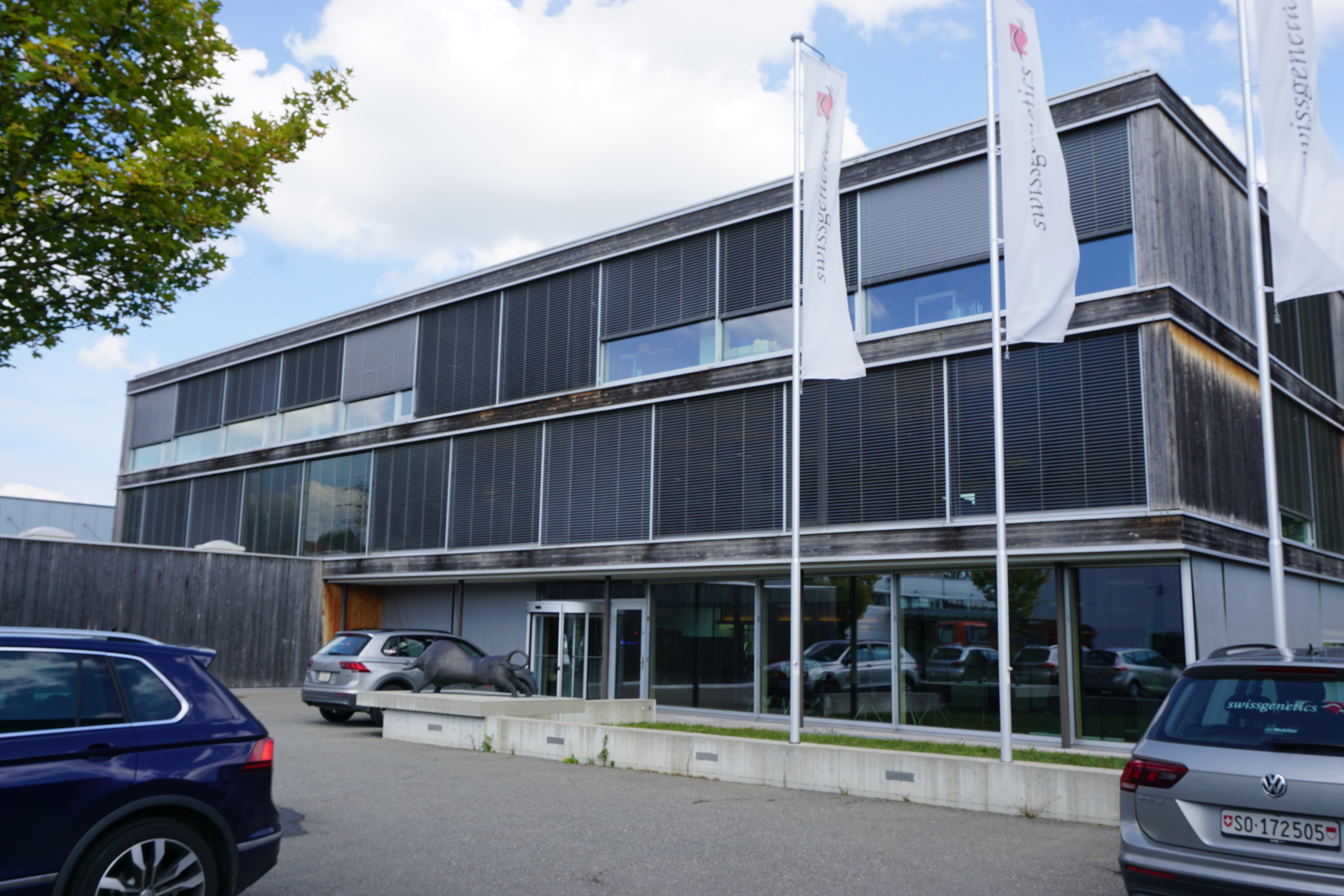
Swissgenetic

Die Swissgenetics Genossenschaft mit Sitz in Zollikofen ist der grösste Schweizer Produzent und Vermarkter von Rindersperma für die künstliche Besamung. Neben der Versorgung von Schweizer Rindviehhaltern exportiert die Firma auch Samendosen und Embryonen.

## Geschichte
1960 wurde der Schweizerische Verband für künstliche Besamung (später umbenannt in Schweizerischer Verband für künstliche Besamung (SVKB), Swissgenetics und Swissgenetics Genossenschaft), durch die Schweizerische Arbeitsgemeinschaft für Künstliche Besamung (SAKB, heute ISB, Interessengemeinschaft Schweizerische Besamungszüchter) gegründet und 1961 im Handelsregister des Kantons Bern eingetragen. 1963 wurde die erste Schweizerische Besamungsstation in Neuenburg in Betrieb genommen. Danach folgten die Stationen Mülligen AG (1964), Ins BE (1967), Bütschwil (1970) und die Aufzuchtstation in Langnau bei Reiden (1974). Mit der Errichtung provisorischer Eberstationen an drei Standorten Anfang der 1970er-Jahre, nahm die künstliche Besamung von Schweinen konkrete Formen an. 2007 wurde der neu erbaute Geschäftssitz in Zollikofen bezogen. 1966 wurde mit der Einführung des Samen-Gefrierverfahrens eine Viehzuchtrevolution erreicht. Swissgenetics spielte bei der Einführung der neuen Verfahrenstechnik und bei der Qualitätssicherung in deren Anwendung eine entscheidende Rolle. Nachdem 1990 die letzte Verlängerung der Konzession für künstliche Besamung (KB) erfolgt war, wurde bereits 1995 das KB-Monopol des SVKB in der Schweiz aufgehoben. Im Jahr 2000 übernahm Swissgenetics die alleinige Verantwortung für die Genetikbeschaffung. 2004 erfolgte die Integration des Exportgeschäftes in den SVKB und gleichzeitig erfolgte die Gründung der Genossenschaft Swissgenetics, in welcher der SVKB aufging. 2005 wurde die Bewilligungspflicht für KB-Organisationen aufgehoben und somit der KB-Markt komplett liberalisiert. 2009 übertraf die Exportmenge die Importe um das Doppelte. Jede dritte inländische Samendose wurde exportiert. Der Swissgenetics-Stier SAVARD ist der weltweit am meisten eingesetzte Schweizer Red-Holstein-Stier. 2010 feierte Swissgenetics den 50. Geburtstag. Neben knapp 100 Nachzuchttieren wurden drei Jungkuhchampionnes gekürt. 2013 startete Swissgenetics die Produktion von SpermVital Samendosen, deren Besonderheit die doppelte Befruchtungsfähigkeitsdauer gegenüber konventionellen Samendosen ist. 2015 konnten die ersten gesexten Samendosen aus dem eigenen Trennlabor in Mülligen vermarktet werden. Danach folgte eine neue Aufzuchtstation in Langnau bei Reiden, die Ende 2015 in Betrieb genommen wurde. 2019/20 wurde dann auch der Produktionsstandort Mülligen erneuert. In den letzten Jahren ist der Anteil von gesextem Sperma rasant angestiegen. 2020 hat Swissgenetics das amerikanische Unternehmen New Generation Genetics (NGG) aus Fort Atkinson (Wisconsin) übernommen. Im April 2022 stellte Swissgenetics die In-vitro Embryoproduktion vor. Die Technologie bietet im Vergleich zur konventionellen Embryoproduktion breitere Einsatzmöglichkeiten in dem auch mit frühträchtigen Tieren gearbeitet werden kann. Diese neue Dienstleistung von Swissgenetics wird unter der Bezeichnung Optiline angeboten. Die Verarbeitungstechnologie stammt vom Weltmarktführer in der in-vitro Embryoproduktion, der kanadischen Firma Boviteq.

## Präsidenten (Auswahl)
- 1969–1979: Hans Lörtscher
- 1979–1985: Jacques Béguin

(Gemäss dem Archiv für Agrargeschichte)

## Besitzverhältnisse
Die Genossenschaftsanteile von Swissgenetics sind bei:
- Swissherdbook[9]
- Braunvieh Schweiz[10]
- Schweizerischer Holsteinzuchtverband[11]
- Mutterkuh Schweiz[12]
- Schweizerischer Eringerviehzuchtverband
- Interessengemeinschaft Schweizer Besamungszüchter ISB
- Schweizerischer Ziegenzuchtverband[13]
- Anicom

## Kritik
Nicht alle sind damit einverstanden, dass für die Züchtungen «keine Leistungsextreme, sondern gesunde Tiere» als wichtigstes Ziel genannt wird.